# Stellantis
Stellantis (Euronext STLA) és un grup multinacional d'automoció fundat el 16 de gener de 2021 fruit de la fusió del grup PSA i Fiat Chrysler Automobiles. El seu domicili social es troba a Amsterdam i, per tant, la seva forma jurídica està subjecta al dret empresarial holandès.
El grup Stellantis opera i comercialitza catorze marques d’automòbils, incloses cinc del grup PSA (Citroën, DS Automobiles, Opel, Peugeot i Vauxhall) i nou de FCA (Abarth, Alfa Romeo, Chrysler, Dodge, Fiat, Jeep, Lancia, Maserati i RAM).

## Etimologia
El nom prové del verb llatí stello, en participi present amb valor adjectival stellans, i té el significat d'aquell que il·lumina/s'adorna/pertany a estrelles. NV significa Naamloze vennootschap, que significa associació sense nom en holandès, fa referència a un tipus d'empresa pública els accionistes de la qual són anònims.

## Història
A principis del 2019, Fiat Chrysler Automobiles (FCA) va buscar una fusió amb el fabricant francès Renault i va arribar a un acord provisional amb la companyia. El comportament del govern francès durant les negociacions va portar a l'abandonament de l'acord; The Economist va informar que per a FCA, això presagiava una futura interferència. Nissan també tenia diverses preocupacions sobre l'impacte de la proposta en la seva aliança amb Renault. Posteriorment, FCA es va acostar a Peugeot SA (PSA). La fusió acordada el desembre de 2019 era crear el quart fabricant d'automòbils del món per vendes globals de vehicles amb un estalvi de costos anual previst de 3.700 milions d'euros, o uns 4.220 milions de dòlars EUA.
El 21 de desembre de 2020, la Comissió Europea va aprovar la fusió, alhora que va imposar uns recursos mínims per garantir la competència en el sector. La fusió va ser aprovada el 4 de gener de 2021 pels accionistes de FCA i PSA. L'acord es va completar el 16 de gener de 2021 i l'endemà l'empresa fusionada va passar a denominar-se Stellantis NV. Les accions ordinàries de la nova companyia van començar a negociar a la Borsa de Milà i a Euronext París el 18 de gener de 2021 i a la Borsa de Nova York el 19 de gener de 2021, en cada cas sota el símbol STLA.
PSA es va fusionar amb Fiat Chrysler Automobiles NV, amb Fiat Chrysler Automobiles NV com a empresa supervivent de la fusió. El 17 de gener de 2021, l'empresa combinada va passar a anomenar-se Stellantis NV Les normes internacionals d'informació financera, o IFRS, obliguen a identificar l'empresa que actua com a adquirent i l'empresa que s'adquireix. Peugeot es considera l'adquirent a efectes comptables, i les declaracions reflecteixen els registres històrics de PSA. Segons la presentació, el consell de Stellantis tenia 11 consellers, sis de PSA i cinc de Fiat Chrysler.
El primer conseller delegat de la nova companyia, amb plena autoritat per representar Stellantis, va ser Carlos Tavares, l'antic president del consell d'administració de PSA, així com l'antic conseller delegat de PSA Group, amb un mandat de cinc anys com a conseller delegat de Stellantis. Els accionistes de PSA van pagar una prima prèvia a la fusió als accionistes de FCA. Exor, l'empresa de la família Agnelli que era el màxim accionista de FCA, tenia la participació més gran a Stellantis amb un 14,4%. Els acords de fusió van permetre a la família Peugeot augmentar la seva participació actual del 7,2% a Stellantis fins a un 1,5% addicional mitjançant l'adquisició d'accions del prestador estatal francès Bpifrance, de Dongfeng o al mercat.
El nom Stellantis s'utilitza exclusivament per identificar l'entitat corporativa, mentre que els noms de marques i logotips del grup romanen sense canvis. El 2021, el conseller delegat Carlos Tavares va llançar un repte perquè les marques del grup es promocionessin en un període de 10 anys, a canvi d'una inversió molt necessària en nous models i tecnologia. El grup tenia previst disposar de 29 models de vehicles electrificats a finals de 2021. Stellantis tenia previst desenvolupar quatre plataformes de vehicles elèctrics a finals de la dècada de 2020. En total, la companyia va anunciar que s'invertirien més de 30.000 milions d'euros a finals de 2021.
Una xarxa d’estacions de recàrrega va començar el novembre de 2021. Al tercer trimestre del 2021, les vendes de nous vehicles de Stellantis van caure a causa de problemes relacionats amb l’escassetat de xips de semiconductors utilitzats en la cadena de subministrament als seus vehicles. Stellantis va fer un acord amb el fabricant de semiconductors Foxconn per subministrar xips per a l'empresa i altres de la indústria de l'automòbil. El juny de 2022, la companyia va aturar la producció en dues plantes franceses a causa de l'escassetat de semiconductors.
L'abril de 2022, Stellantis va aturar les operacions a Rússia per dificultats logístiques i les sancions imposades al país a causa de la invasió russa d'Ucraïna el 2022. El 15 de febrer de 2024, els operadors russos, en col·laboració amb Dongfeng Motor Group, van iniciar la producció de nous models Citroën a una planta de Stellantis de propietat majoritària a Kaluga, Rússia, malgrat que Stellantis va aturar les seves operacions a Rússia l'abril de 2022. Stellantis va afirmar que ha perdut el control de les seves entitats a Rússia.
El maig de 2022, Stellantis es va declarar culpable de conducta criminal i va pagar 300 milions de dòlars per resoldre una investigació sobre el seu esforç per ocultar il·legalment la quantitat de contaminació creada pels seus vehicles amb motor dièsel. Això va resoldre una llarga investigació del Departament de Justícia dels Estats Units sobre els esforços del fabricant d'automòbils per evadir els requisits d'emissions de més de 100.000 models més antics. El 8 de juliol de 2022, Stellantis va adquirir la plataforma d'ús compartit de cotxes Share Now. Stellantis va col·locar la gestió operativa de Share Now sota Free2move. El novembre de 2022, Stellantis va adquirir l'empresa de tecnologia de vehicles autònoms amb seu a Budapest aiMotive.
El 15 de febrer de 2023, Stellantis va dir que establiria un nou centre d'enginyeria i desenvolupament de programari a Gliwice, Polònia.
El 26 d'octubre de 2023, Stellantis va adquirir aproximadament el 20% del fabricant xinès de vehicles elèctrics Leapmotor en una transacció per valor de 1.500 milions d'euros. Segons els termes de l'acord, Stellantis va obtenir els drets exclusius per vendre, exportar i fabricar productes Leapmotor fora de la Xina sota la nova empresa conjunta Leapmotor International. L'empresa conjunta estarà registrada als Països Baixos, i també inclou la possibilitat de produir els cotxes de la marca a Europa si s'eleven els impostos als cotxes xinesos. L'objectiu de la JV és 500.000 vendes fora de la Xina el 2030.
La companyia va anunciar una recompra d'accions per 3.000 milions d'euros (3.200 milions de dòlars) el 2024.
El març de 2024, es va anunciar que Stellantis havia adquirit una participació en la start-up de radars òptics amb seu a Grenoble, SteerLight. L'empresa fabrica sensors per a la conducció autònoma.

## Marques del Grup Automobilístic
| Marca           | Seu                         | Fundació | Membre del grup | Vehicles matriculats anuals |
| --------------- | --------------------------- | -------- | --------------- | --------------------------- |
| Peugeot         | París, França               | 1882     | 2021-Actualitat |                             |
| Citroën         | París, França               | 1919     | 2021-Actualitat |                             |
| DS Automòbils   | París, França               | 2014     | 2021-Actualitat |                             |
| Opel            | Rüsselsheim, Alemanya       | 1862     | 2021-Actualitat |                             |
| Vauxhall        | Luton, Regne Unit           | 1857     | 2021-Actualitat |                             |
| Fiat            | Torí, Itàlia                | 1899     | 2021-Actualitat |                             |
| Lancia          | Torí, Itàlia                | 1906     | 2021-Actualitat |                             |
| Abarth          | Bolonya, Itàlia             | 1949     | 2021-Actualitat |                             |
| Ferrari         | Maranello, Itàlia           | 1947     | 2021-Actualitat |                             |
| Alfa Romeo      | Milà, Itàlia                | 1910     | 2021-Actualitat |                             |
| Maserati        | Bolonya, Itàlia             | 1914     | 2021-Actualitat |                             |
| Chrysler        | Auburn Hills, Estats Units  | 1925     | 2021-Actualitat |                             |
| Dodge           | Auburn Hills, Estats Units  | 1914     | 2021-Actualitat |                             |
| Jeep            | Toledo (Ohio), Estats Units | 1941     | 2021-Actualitat |                             |
| RAM             | Auburn Hills, Estats Units  | 2009     | 2021-Actualitat |                             |
| Grup Stellantis | Amsterdam, Països Baixos    | 2021     | Total           |                             |